# Rechsteiner (Familie)
Die Rechsteiner waren eine Familie von Leinwandfabrikanten, Gemeindehauptleuten und Ausserrhoder Landesbauherren, beheimatet in Speicher im Schweizer Kanton Appenzell Ausserrhoden.

## Geschichte
Elsen Hans Rechsteiner, der angeblich als einziger seiner Familie den Pestzug von 1629 überlebt hatte, führte 1638 in Speicher die Leinwandproduktion ein. Er legte damit die Basis zum rasanten Aufschwung der zuvor sehr armen Gemeinde. Lange Zeit war er Gemeindehauptmann und Landesbauherr. Über vier Generationen blieben die Rechsteiner als Leinwandfabrikanten und Landwirte erfolgreich und gehörten im 18. Jahrhundert zu den führenden Familien Speichers. Zwischen 1659 und 1794 kam sie mit neun Familienangehörigen auf mindestens 166 Amtsjahre im Gemeinderat, davon 90 im Gemeindehauptmannamt. Zudem versahen vier Familienmitglieder 54 Jahre lang die Landesbauherrenstelle. Mit Johann Bartholome Rechsteiner endete die Unternehmer- und Politikertradition.